# 蓋亞假說
盖亚假说（英語：Gaia hypothesis）是由詹姆斯·洛夫洛克在1972年提出的一个假说。
“地球整个表面，包括所有生命（生物圈），构成一个自我调节的整体，这就是我所说的盖亚。”簡單地說，蓋亞假說是指在生命與環境的相互作用之下，能使得地球適合生命持續的生存與發展。
約公元前400年，柏拉圖就曾提出地球是巨大的活生物體的類似觀點。詹姆斯·洛夫洛克是英國科學家，20世紀60年代受聘於美國太空總署探索火星上生命存在的可能性。他通過分析大氣情況在探尋遙遠行星上的生命的同時也在研究地球上的生命。他指出，我們的行星上的大氣由生命無法存活的混合氣體組成，通過地球化學過程（如岩石侵蝕）和大氣支持的有機物活動（如用光和植物去除二氧化碳並產生氧氣），這些氣體得以維持平衡比例。他以古希臘大地母親女神盖亚命名了该假说，提出陸生生物過程和自然過程共同作用產生並調節有益於生命繼續生存的環境。

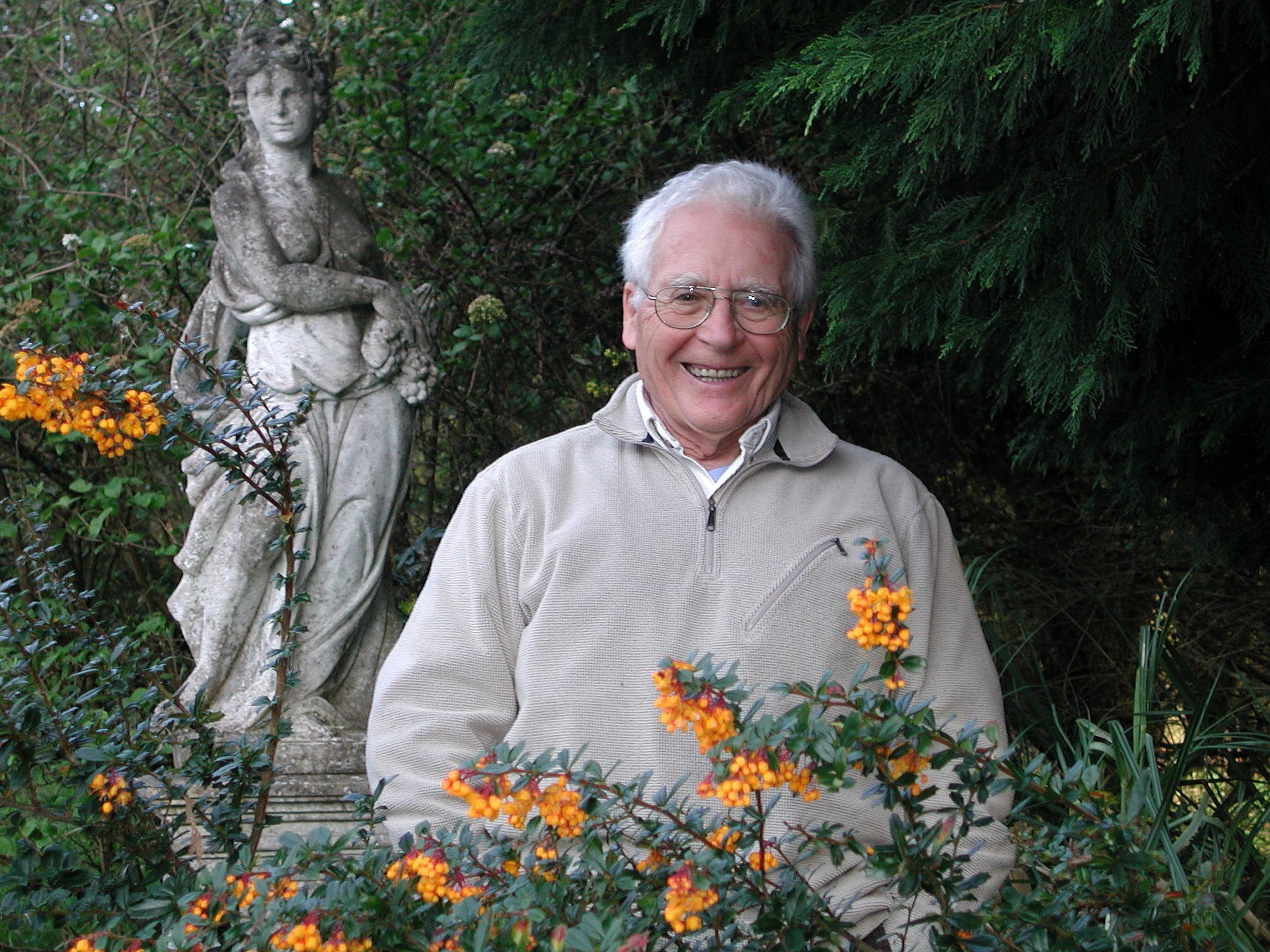
2005年的詹姆斯·洛夫洛克

該觀點於1972年首次提出，主流科學家主要以其不夠嚴密為由而堅決拒絕接受。1981年，這一觀點首次得到支持。當時，洛夫洛克創造出計算機模擬的反射或吸收太陽輻射的白色或黑色雛菊世界。由於雛菊的數量隨著普遍的表面溫度變化而相對改變，因此雛菊群維持全球氣溫均衡。此後，更多生物多樣性的複合模型提高了該系統的穩定性。
如今，洛夫洛克的蓋亞假說與人類引致的威脅我們氣候、生態系統、食物生產和健康穩定的地球大氣變化關係尤為密切。如果沒有溫室氣體，地球表面溫度將是-19℃，但如果這些氣體在現有水平上不加任何控制地增長，地球的氣候就會類似金星。確保蓋亞的溫室氣體成份保持穩定已經成為21世紀最大的科學和政治挑戰之一。
盖亚假说起初认为，正是由于生命的出现，从过去到现在，地球表面、大气和海洋的理化环境才变得舒适宜人。这一假说和传统观点完全对立，传统观点认为生命在不断适应地球环境，同时生命的演化和地球的演变是独立进行的。现在科学认识到：“生命不是为了自己才让地球变得宜居。”这种调节“让地球更适合生存，是包括生命、空气、海洋和岩石在内的整个进化系统的特点”。这就是盖亚，也就是“地球是一个大的有机体”。